# (35374) 1997 VK
(35374) 1997 VK est un astéroïde de la ceinture principale d'astéroïdes découvert en 1997.

## Description
(35374) 1997 VK a été découvert le 1er novembre 1997 à l'observatoire Palomar, situé au nord de San Diego en Californie, par Paul G. Comba.

### Caractéristiques orbitales
L'orbite de cet astéroïde est caractérisée par un demi-grand axe de 2,36 ua, un périhélie de 2,11 ua, une excentricité de 0,11 et une inclinaison de 5,37° par rapport à l'écliptique. Du fait de ces caractéristiques, à savoir un demi-grand axe compris entre 2 et 3,2 ua et un périhélie supérieur à 1,666 ua, il est classé, selon la JPL Small-Body Database, comme objet de la ceinture principale d'astéroïdes.

### Caractéristiques physiques
(35374) 1997 VK a une magnitude absolue (H) de 15,5 et un albédo estimé à 0,401.